# Odontocarya diplobotrya
Odontocarya diplobotrya är en tvåhjärtbladig växtart som beskrevs av Friedrich Ludwig Diels. Odontocarya diplobotrya ingår i släktet Odontocarya och familjen Menispermaceae. Inga underarter finns listade i Catalogue of Life.